# ジョージ・ウォルトン
ジョージ・ウォルトン（英:George Walton、1749年または1750年 - 1804年2月2日）は、現在のアメリカ合衆国ジョージアの代表としてアメリカ独立宣言に署名した者の一人であり、ジョージア州の知事も務めた。

## 生涯と仕事
ウォルトンはバージニアのカンバーランド郡で生まれた。両親はウォルトンが子供の頃に死に、叔父の養子となり、大工として叔父の徒弟にもなった。勉強好きな若者であったが、叔父は勉強好きな少年は怠惰な者になると信じていて、あらゆる学問を積極的に思いとどまらせた。ウォルトンは勉強を続け、徒弟奉公が終わるとジョージアのサバンナに移動し、1769年にヤング氏の下で法律を学び、1774年には法廷弁護士として認められた。兄には大陸会議代表になったジョン・ウォルトン (1738-1783)がいた。
ウォルトンは愛国者の側の支持者となり、ジョージア植民地会議の秘書官に選ばれ、また安全委員会の議長になった。1776年に大陸会議代表に選ばれ、この職を1778年まで続けた。1776年にアメリカ独立宣言に署名した時は、エドワード・ラトリッジと共に一番若く26歳だった。ジョージア民兵の第1連隊では大佐に任命され、ロバート・ハウ将軍の大隊に組み入れられた。1778年のサバンナの戦いでは、市の防衛軍に参加した。しかし、1人の奴隷がイギリス軍のキャンベル大佐に率いられた部隊に市の後方に至る道を教え、それによって市の前後から攻撃ができ、イギリス軍はサバンナ市を占領できた。ウォルトンはこの戦いで負傷し捕虜になった。1779年の捕虜交換で釈放された。
その後間もない1779年10月、ウォルトンはジョージア邦の知事に選出されたが、この職に在ったのはわずか2ヶ月間だった。1780年1月には再度大陸会議代表に選出され1781年まで務めた。1783年から1789年にはジョージアの主席判事を務めた。1795年、ジョージア州選出のアメリカ合衆国上院議員に指名され、ジェイムズ・ジャクソンの辞任で生じた空席を埋めた。ウォルトンがこの職を務めたのは1795年11月16日から1796年2月20日までの約3ヶ月間であり、その後は公式に選出されたジョサイア・タットノールが継いだ。
ウォルトンは将軍でバトン・グインネットの仇であるラクラン・マッキントッシュと政治的な盟友であった。ウォルトンとグインネットの政治闘争はウォルトンの職の解任につながり、様々な犯罪行為で告訴されることになった。1777年5月16日、グインネットとマッキントッシュが決闘してグインネットが死に、ウォルトンはその決闘で果たした役割のことで非難された。

## 役職の履歴
- 大陸会議代表（1776年-1778年）
- ジョージア民兵第1連隊大佐（1778年）
- ジョージア邦知事（1779年-1780年）
- 大陸会議代表（1780年-1781年）
- ジョージアの主席判事（1783年-1789年）
- ジョージア州知事（1789年-1790年）
- アメリカ合衆国上院議員（1795年-1796年）

更に、リッチモンド・アカデミーとジョージア大学の理事を務めた。ウォルトンはフリーメイソンであり、サバンナのソロモンズ・ロッジNo. 1, F. & A. M.の会員だった。このロッジは有名なフリーメイソンで将軍でもあるジェイムズ・エドワード・オグルソープが1734年2月21日に設立した。ソロモンズ・ロッジは「西半球でイギリス人が設立したフリーメイソンのロッジで今日でも続いている最古のもの」である。

## 死と遺産
ウォルトンは1804年2月2日、ジョージア州オーガスタに近い自宅「カレッジヒル」で死んだ。当初はロスニー墓地に埋葬されたが、1848年にオーガスタのグリーンストリートにある郡庁舎前の独立宣言署名者の碑に移葬された。アトランタの東にあるウォルトン郡は彼に因んで名付けられた。他に少なくとも2つの学校がウォルトンの名前を冠している。ジョージ・ウォルトン包括的高校はジョージア州マリエッタの高い評価を受けている公立高校である。ジョージア・ウォルトン・アカデミーはウォルトン郡郡庁所在地モンローにある私立学校である。

## 子孫
ジョージ・ウォルトンには子孫がいない。